# Matford F917W
Il Matford F917WS era un autocarro con motore cablato prodotto a Poissy, in Francia, dalla Matford dal 1939 al 1945, e poi negli anni del dopoguerra fino al 1960. Dopo che Ford France e Matford sono stati acquistati da Simca nel corso del 1960, il veicolo è stato rinominato come Simca e successivamente Unic Cargo. L'ultimo fu prodotto nel 1966 a Suresnes.

## Matford F917WS, F997WS (1940–1943)

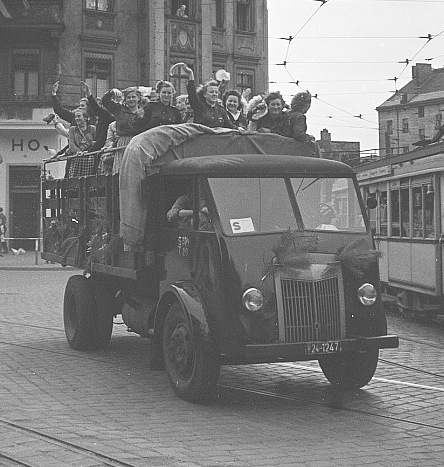
Matford F917WS/F997WS

È stato progettato come camion militare da Matford e Ford France per l'uso da parte delle  forze armate francesi, anche se è stato utilizzato anche dalla Wehrmacht dopo che i  nazisti hanno catturato la Francia. Il camion era basato sullo stesso telaio dei camion americani Ford Model BB, anche se con uno stile più moderno cab-over. Utilizzava il motore Ford V8 prodotto localmente. In effetti, il camion era quasi lo stesso meccanicamente del modello Ford V3000S prodotto in Germania, rendendolo pratico per i nazisti in quanto potevano scambiare parti con i veicoli. 
Il 3 giugno 1940, gli aerei della Wehrmacht tedesca bombardarono Poissy, ma non ci furono gravi danni. Dopo il secondo armistizio di Compiègne, la fabbrica passò sotto amministrazione tedesca. Dal 1941 fu utilizzato il più potente motore V8 da 3,9 litri con 95 CV (70 kW) e un camion da 3,2  tonnellate completò la gamma. La Wehrmacht cercò di razionalizzare e standardizzare i molti tipi diversi, e così dal febbraio 1943 la costruzione del proprio camion a Poissy fu interrotta a favore del tipo  Ford Colonia V 3000 S. 
Dal 26 al 28 agosto 1944, Poissy fu occupata dagli Alleati occidentali. Dopo la fine della guerra nel 1945, la produzione fu riconvertita alle esigenze civili. Dalla fine del 1945, i camion francesi Ford F198 e F598, che corrispondevano al tedesco Ford V 3000 S, furono prodotti di nuovo.

## Ford Cargo F798WM (1949–1954)
Nell'ottobre del 1949, Ford France presentò il nuovo Ford Cargo F798WM con un carico utile di cinque tonnellate al Salone di Parigi. Ora potevano essere offerti due diversi passi e un  motore diesel a sei cilindri costruito su licenza da Hercules. Oltre al motore V8 a  valvole laterali, c'era un motore diesel per il quale Hispano-Suiza forniva gli iniettori. Entrambi producevano un massimo di 95 CV (70 kW). 
Nel 1951, il Ministero della Difesa francese ha effettuato un importante ordine per 2000 camion con motore diesel con trazione integrale 6x6, ancora non in produzione; come soluzione provvisoria, Ford consegnò 560 veicoli con motori a benzina. Dal 1951 fu disponibile anche una motrice con motore diesel. A causa dei piani di austerità del 1952, il governo ritirò il suo ordine e il capo della Ford France Lehideux licenziò immediatamente diverse centinaia di lavoratori. Già nel 1950, c'erano stati ripetuti scioperi violenti nello stabilimento di Poissy. Questi scioperi e le basse vendite portarono Ford a cercare un acquirente per lo stabilimento. Il 4 luglio 1954, Simca rilevò la maggior parte della Ford France e quindi anche lo stabilimento di Poissy.

## Simca Cargo 1955–1960, Unic Cargo 1960–1966

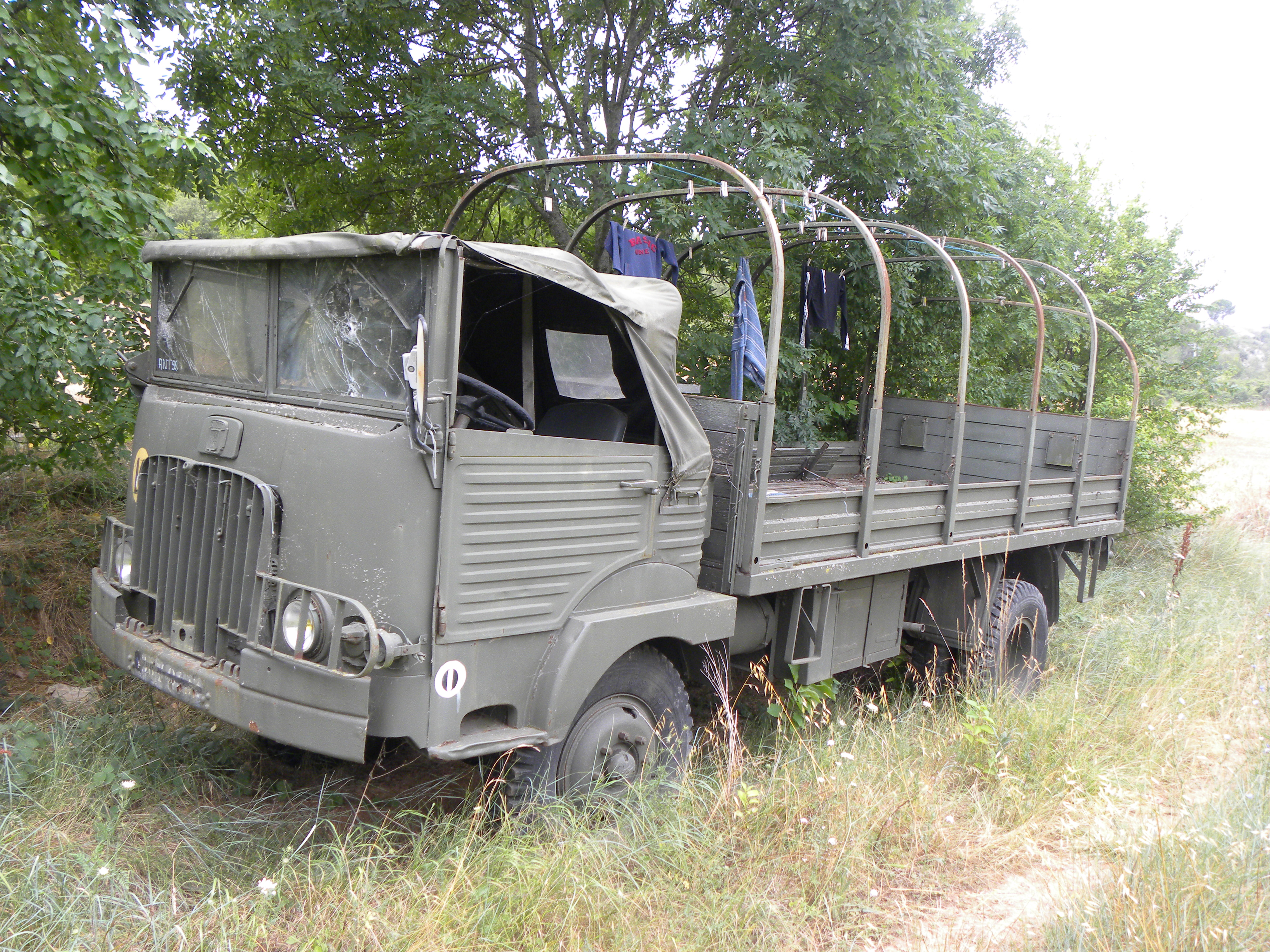
camion militare Simca Cargo abbandonato

Nel 1955, la Ford Cargo F798WM apparve quasi invariata nel Simca Cargo, con motore V8 a valvole laterali di 3924 cc con 95 CV (70 kW). Nel 1956, la produzione fu spostata a Suresnes, nello stabilimento Automobiles Unic rilevato dalla Simca, mentre il motore continuò ad essere fornito dallo stabilimento Bugatti di Molsheim. 
Una variante sviluppata per i militari con griglia del radiatore e tetto telonato fu consegnata all'esercito francese fino al 1966, 9725 pezzi con cinque tonnellate di carico utile e trazione posteriore e 14.645 pezzi con 3 tonnellate di carico utile e trazione integrale. Dal 1958, la Simca Cargo con un motore diesel a quattro cilindri di Unic era disponibile come Unic Cargo. Nel 1959, il motore a benzina V8 fu aumentato a 4184 cc di cilindrata e fu installato un cambio sincronizzato a 5 marce, la potenza aumentò a 100 CV (74 kW).
Dal 1960, il veicolo è stato commercializzato in Francia solo come Unic Cargo. Poiché l'esercito francese era alla ricerca di un piccolo fuoristrada nello stile dell'Unimog e nessuna casa automobilistica francese aveva un veicolo del genere nella sua gamma di prodotti, è stato sviluppato il Simca SUMB. A questo scopo, Simca fornì il vecchio motore Ford a valvole laterali, telaio Unic e trazione integrale Marmon-Herrington con cambio manuale a quattro marce, riduzione a fuoristrada di Pont à Mousson e carrozeria Bocquet.
Unic ha prodotto il telaio fino al 1966. Con l'acquisizione di Unic da parte di Fiat, il più piccolo Unic 616 divenne il modello successivo. Il suo derivato più piccolo, però, il Simca/Unic SUMB sarebbe stato prodotto fino al 1973 e dal 1994 e 1995 sarebbe stato convertito con motori Renault per una questione di consumi.